# Franz Boll (Historiker)

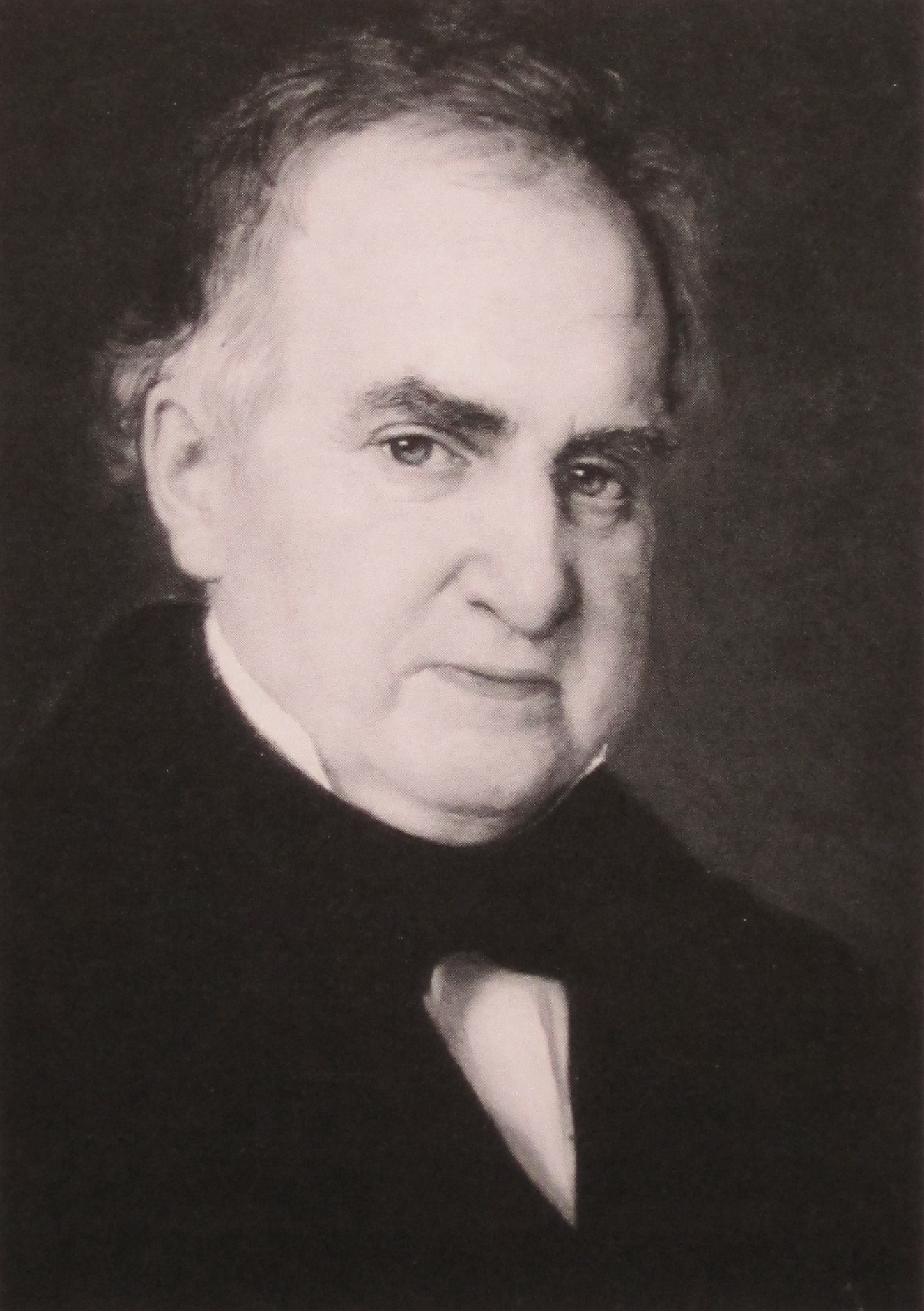
Franz Boll. Gemälde von Bernhard Reinhold (um 1874)

Franz Christian Boll (* 17. Oktober 1805 in Neubrandenburg; † 20. März 1875 ebenda) war ein deutscher Pastor, Lehrer und Historiker.

## Leben
Franz Boll war der älteste überlebende Sohn des namensgleichen Neubrandenburger Pastors Franz Christian Boll (1775–1818) und dessen Frau Friederike, geborene Brückner (1780–1839), einer Tochter des Neubrandenburger Arztes Adolf Brückner (1744–1823).
Boll war zwölf Jahre alt, als ihm nach dem unverhofften Tod seines Vaters die Rolle des Familienoberhauptes zufiel. Er besuchte die Neubrandenburger Gelehrtenschule, studierte anschließend von 1824 bis 1827 in Halle, Berlin und Rostock Evangelische Theologie, absolvierte eine Kandidatenzeit in Leizen und Dambeck und kehrte 1835 nach Neubrandenburg zurück. Hier wurde er 1836 Zweiter Pastor (zuständig für die Gemeinde von St. Johannis) und Erster Lehrer an der Neubrandenburger Bürgerschule, die zu dieser Zeit noch der Großen Stadtschule angeschlossen war. Seit 1839 wirkte er als Subrektor jener Schule. 1866 wählten ihn seine Amtsbrüder zum Praepositus der Neubrandenburger Synode.
Zusammen mit seinem Bruder Ernst Boll, der zeitlebens in seinem Haushalt lebte, engagierte sich Franz Boll 1848 in der Neubrandenburger Reformbewegung. Zu seinem engen Freundeskreis gehörte in späteren Jahren Fritz Reuter, der ihm unter anderem in De Urgeschicht’ von Mecklenborg ein Denkmal setzte.
Franz Boll befasste sich mit der Geschichte von Mecklenburg und insbesondere der Herrschaft Stargard, wozu er mehr als 200 Urkunden aus verschiedenen Archiven auswertete, führte aber auch Studien zur Kirchen- und Heiligengeschichte durch. Er beteiligte sich an der archäologischen Untersuchung der Ravensburg, in Ihlenfeld sowie auf den Inseln Bacherswall und Hanfwerder in der Lieps und der Fischerinsel im Tollensesee. Er betrieb intensive Quellensammlungen zur Geschichte der Stadt Neubrandenburg und zum Kloster Broda. Um die Jahrhundertmitte galt Boll als die Kapazität für alle historischen Fragen der südostmecklenburgischen Region. Er war von 1834 bis 1856 Mitglied im Verein für mecklenburgische Geschichte und Altertumskunde, wo er sich erfolglos um die Gründung einer Regionalgruppe für Mecklenburg-Strelitz bemühte. Boll gehörte 1872 zu den Gründern des Neubrandenburger Museums sowie des eigens dafür gegründeten Förder- und Trägervereins und gilt als einer von dessen geistigen Vätern.
Nach einer längeren Phase anderweitiger Orientierung fand Boll schließlich unter dem Eindruck des erwachenden deutschen Nationalgefühls nach dem Deutsch-Französischen Krieg von 1870/71 zu historischen Themen zurück und begann mit intensiven Vorbereitungen einer „Chronik der Vorderstadt Neubrandenburg“, an der er trotz nachlassender Kräfte und der nur teilweise erfolgten Genesung einer 1867 festgestellten schweren Typhuserkrankung arbeitete. Boll konnte zwar die ersten Lieferungen seiner Stadtchronik noch begleiten, erlebte jedoch die Vollendung des von seinem Sohn zum Abschluss gebrachten Druckwerkes nicht mehr.
Franz Boll war seit 1841 verheiratet mit der Neubrandenburger Kaufmannstochter Auguste (Johanna Wilhelmine), geb. Krull (1821–1886) und hatte sechs Kinder, von denen die drei Töchter Friederike (1842–1908), Anna (1852–1887) und Luise (1853–1925) sowie ein Sohn, Franz Boll (1849–1879), den Vater überlebten. Von Friederike (genannt Friede) Boll, verheiratete Scheven, sind Lebenserinnerungen überliefert und inzwischen ediert, welche ein farbenfrohes Bild ihres Neubrandenburger Elternhauses zeichnen.

## Nachlass
Der überwiegende Teil des Nachlasses von Franz Boll verblieb in Familienbesitz und gilt als verschollen. Seine Materialsammlung und Abschriften oder Teile davon zu Themen Neubrandenburger Stadt- und Regionalgeschichte sowie einzelne Memorabile befinden sich heute in den Sammlungen des Regionalmuseums Neubrandenburg, durch beide Brüder empfangene Briefe von Fritz Reuter im Fritz-Reuter-Literaturmuseum in Stavenhagen, durch beide an Fritz Reuter gesandte Briefe im Goethe- und Schiller-Archiv Weimar.

## Schriften (Auswahl)
- Geschichte des Landes Stargard bis zum Jahre 1471. Mit Urkunden und Regesten. Zwei Teile. G. Barnewitz, Neustrelitz 1846/47.
  - Teil 1, 1846 (Digitalisat)
  - Teil 2, 1847 (Digitalisat)
- Verfasste einzelne Kapitel für das historische Hauptwerk seines Bruders Ernst Boll: Die Geschichte Mecklenburgs, mit besonderer Berücksichtigung der Culturgeschichte. 2 Bände. 1855–1856 [Nachdruck 1995].
- Chronik der Vorderstadt Neubrandenburg. Neubrandenburg, 1875 [Nachdrucke: Federchen-Verlag, Neubrandenburg 1991. ISBN 3-910170-04-8; Suum cuique, Reutlingen 1996. ISBN 3-927292-59-1].
- „Freut euch, ihr Mecklenburger!“ Mecklenburg im Jahre 1848. Als Manuskript überliefert im Stadtarchiv Neustrelitz, 1998 durch Arnold Hückstädt erstediert. Federchen-Verlag, Neubrandenburg 1998. ISBN 3-910170-31-5.